# Leopold Andrian
Pour les articles homonymes, voir Andrian.
Léopold Andrian (né le 9 mai 1875 à Berlin et mort le 19 novembre 1951 à Fribourg) est un écrivain autrichien, auteur d'un roman remarqué : Le Jardin de la connaissance publié en 1895. De son nom complet Leopold Freiherr (= "baron") von Andrian zu Werburg, il était par sa mère le petit-fils du compositeur Meyerbeer. Il fut diplomate à la cour des Habsbourg.

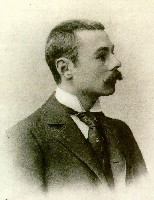
Leopold Andrian

## Biographie
Andrian fut membre du cercle de la « Jeune Vienne », un regroupement d'artistes autrichiens. Il écrivit aussi des articles d'esthétique pour la revue Feuilles pour l’Art de l'écrivain Stefan George. C'est surtout son récit Der Garten der Erkenntnis (Le jardin de la connaissance) qui lui assure une renommée durable ; en France, c'est notamment Charles du Bos qui signala aux lecteurs de ses célèbres Approximations l'importance littéraire de ce court récit crépusculaire à l'atmosphère particulièrement envoûtante.
À la fin de la Première Guerre mondiale, Andrian fut le dernier surintendant de l'Opéra de Vienne, poste dont il démissionna après l'abdication du dernier empereur d'Autriche.
Entre les deux guerres, il évolua vers une pensée d'inspiration chrétienne de plus en plus conservatrice, en fait héritière de l'organicisme des penseurs monarchistes français comme Joseph de Maistre ou Louis de Bonald. C'est sans doute ce qui explique qu'il ait lié amitié avec le romancier français Georges Bernanos lorsque, pendant la Deuxième Guerre mondiale, il se retrouva comme lui en exil au Brésil. 
Andrian demanda à être enterré auprès des siens au cimetière d'Alt-Aussee, dans les Alpes autrichiennes, où il avait passé dans sa jeunesse les heures les plus heureuses de sa vie. La tombe de sa famille a malheureusement été détruite par les autorités locales, mais la plaque funéraire est toujours visible sur le mur du cimetière. 
Andrian a entretenu une intense correspondance avec l'écrivain, poète et dramaturge autrichien Hugo von Hofmannsthal qui lui vouait une grande affection.  

## Œuvres
- Der Garten der Erkenntnis. Erzählung. Schmidt-Dengler, Graz, 1895
- Gedichte. De Zilverdistel, Haarlem, 1913
- Das Fest der Jugend. Des Gartens der Erkenntnis erster Teil und die Jugendgedichte. Fischer, Berlin, 1919
- Die Ständeordnung des Alls. Rationales Weltbild eines katholischen Dichters. Kösel & Pustet, München, 1930
- Österreich im Prisma der Idee. Katechismus der Führenden. Schmidt-Dengler, Graz, 1937
- Das Fest der Jugend. Die Jugendgedichte und ein Sonett. Schmidt-Dengler, Graz, 1948
- Leopold Andrian und die Blätter für die Kunst. Gedichte, Briefwechsel mit Stefan George und anderes. Mit einer Einleitung hrsg. von Walter H. Perl. Hauswedell, Hamburg, 1960
- Frühe Gedichte. Hrsg. von Walter H. Perl. Hauswedell, Hamburg, 1972
- Fragmente aus "Erwin und Elmire". Mit einer Einleitung und Kommentar hrsg. von Joëlle Stoupy. Castrum-Peregrini, Amsterdam, 1993
- Der Garten der Erkenntnis und andere Dichtungen. Mit einem Nachwort hrsg. von Dieter Sudhoff. Igel, Oldenburg, 2003  (ISBN 3-89621-158-7)
- Le jardin de la connaissance Traduit de l'allemand par Jean-Yves Masson, postface de Francis Claudon. Lagrasse, éditions Verdier, coll. "Der Doppelgänger", 1992.